# Shining Soul II
 (octobre 2019).
Si vous disposez d'ouvrages ou d'articles de référence ou si vous connaissez des sites web de qualité traitant du thème abordé ici, merci de compléter l'article en donnant les références utiles à sa vérifiabilité et en les liant à la section « Notes et références ».
Shining Soul II est un action RPG sorti sur Game Boy Advance, développé par Nex Entertainment et Grasshopper Manufacture, et édité par Sega. Ce jeu fait partie de la série Shining.
Le titre est la suite de Shining Soul sorti sur la même console en 2002.